# Edmund Blair Leighton
Edmund Blair Leighton (Londra, 21 settembre 1853 – Londra, 1º settembre 1922) è stato un pittore britannico di dipinti di genere storico, specializzato in soggetti regency e medievali.

## Biografia
Leighton fu figlio dell'artista Charles Blair Leighton. Frequentò l'University College School e successivamente la Royal Academy of Arts. Nel 1885 si sposò con Katherine Nash dalla quale ebbe un figlio e una figlia. Dal 1878 al 1920 espose le sue opere alla Royal Academy con cadenza annuale.
Leighton fu un artigiano molto meticoloso e creò dei dipinti decorativi molto rifiniti. Pare che non abbia lasciato alcun diario, e sebbene abbia esposto per oltre quarant'anni alla Royal Academy non è mai stato un accademico o un associato.

## Opere
I soggetti preferiti da Leighton furono quelli di carattere storico, in particolar modo si dedicava alla pittura di scene medievali oppure della reggenza inglese.
Le sue opere sono attualmente conservate principalmente alla Manchester Art Gallery, al Bristol City Museum and Art Gallery oppure fanno parte di collezioni private.

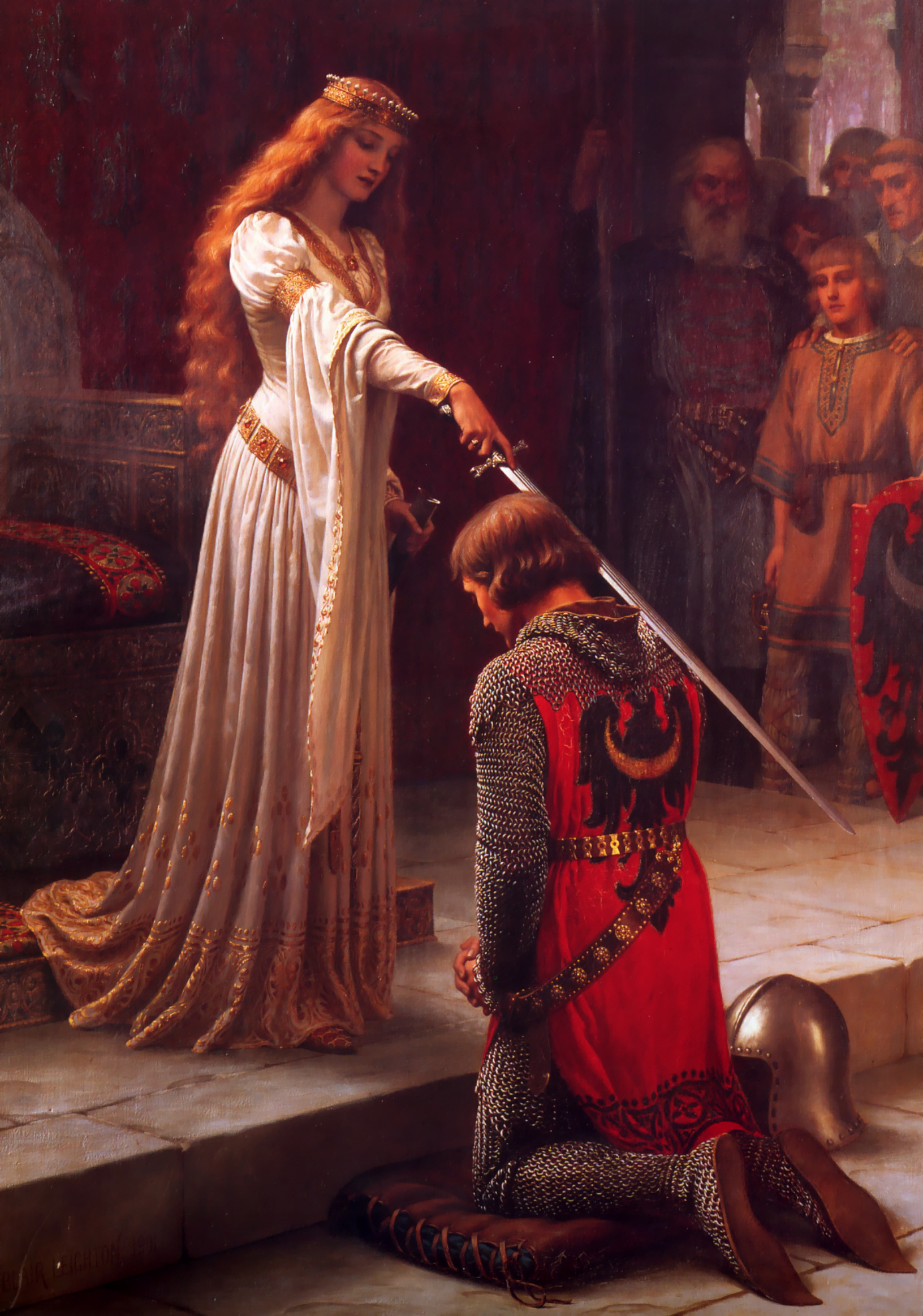
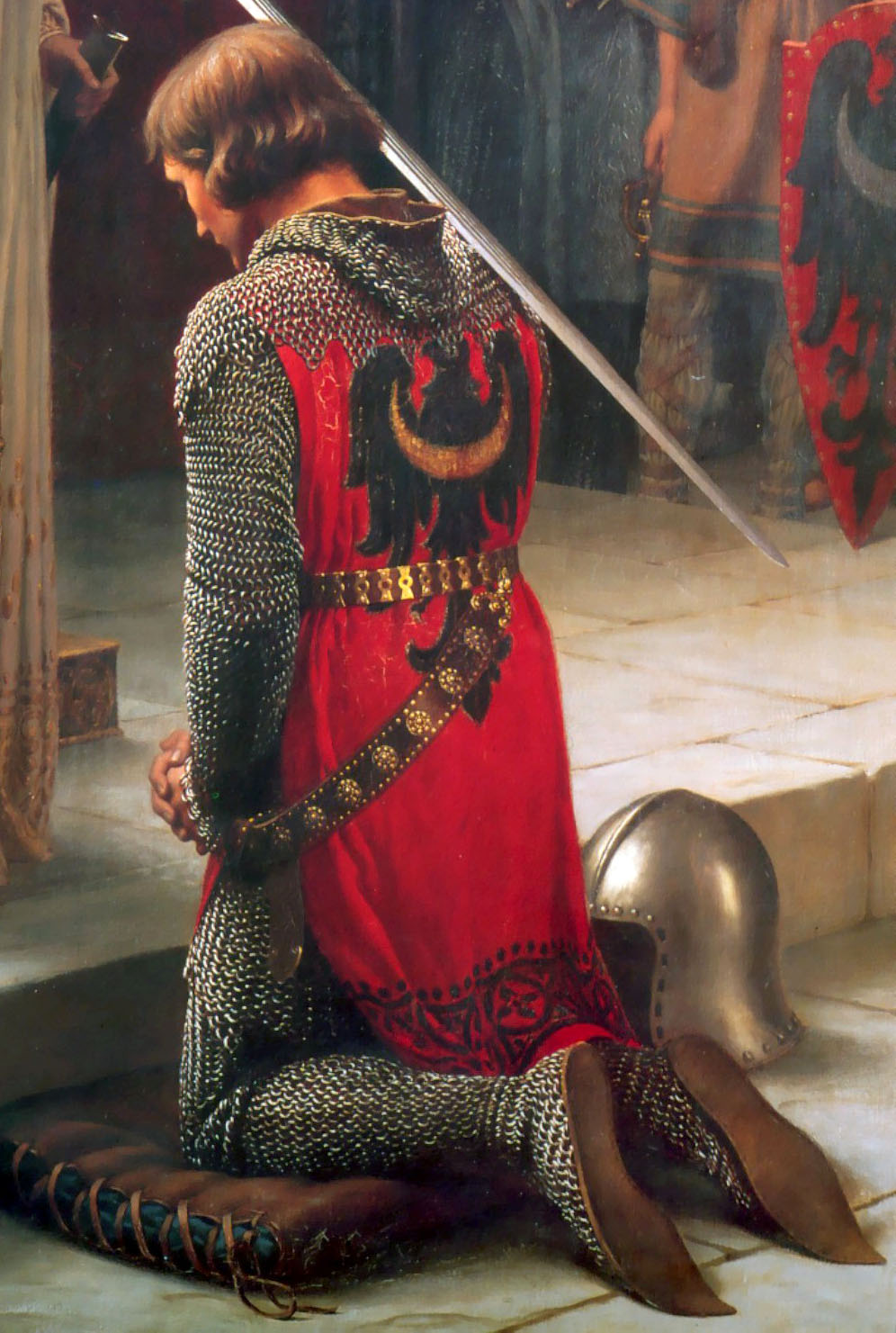
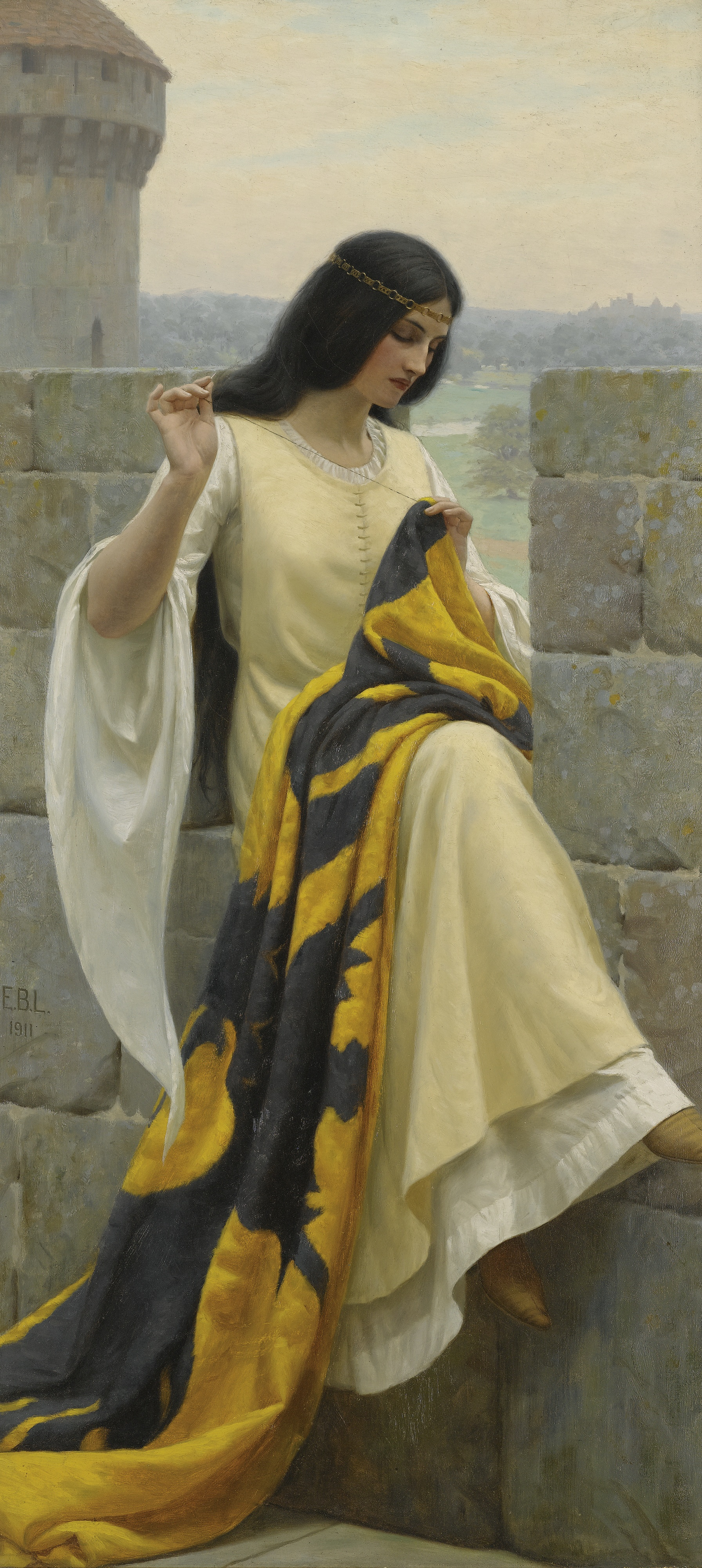
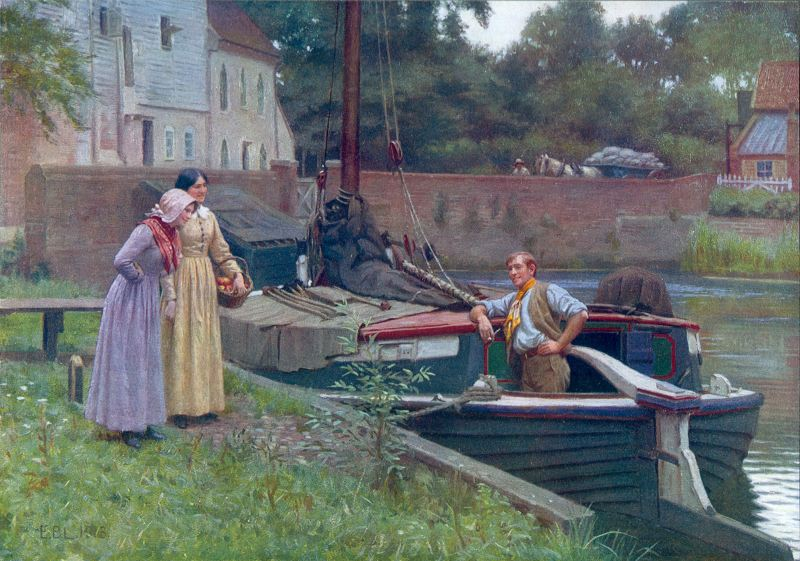
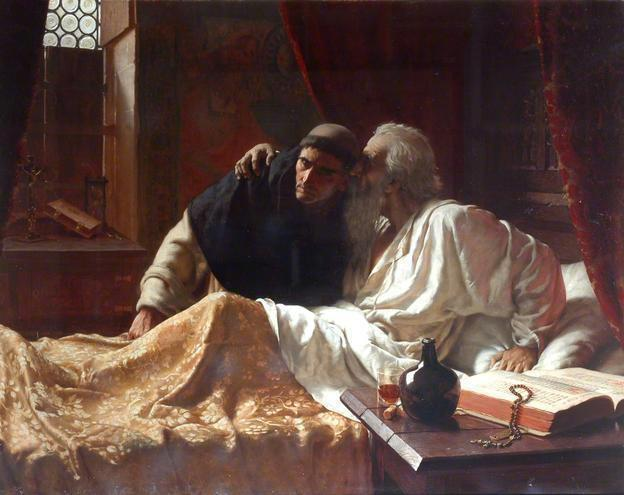
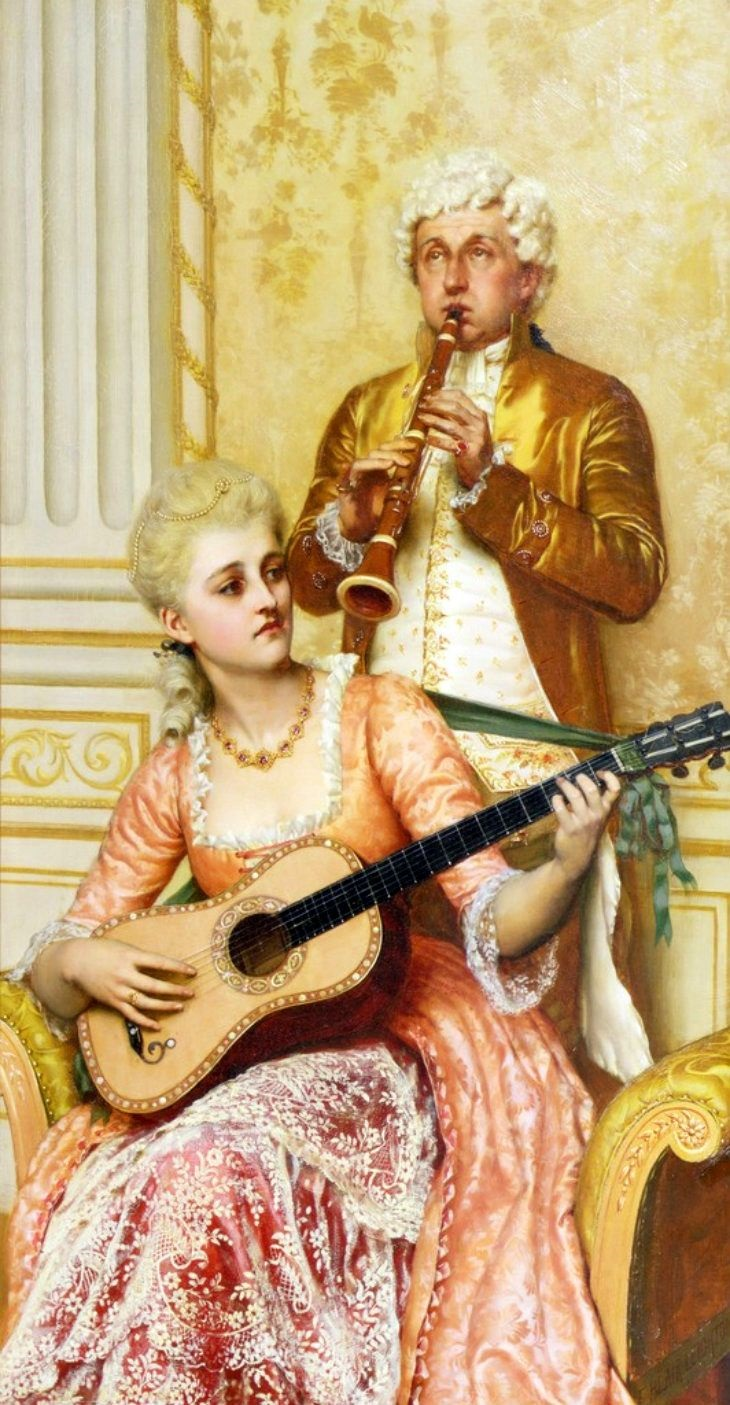
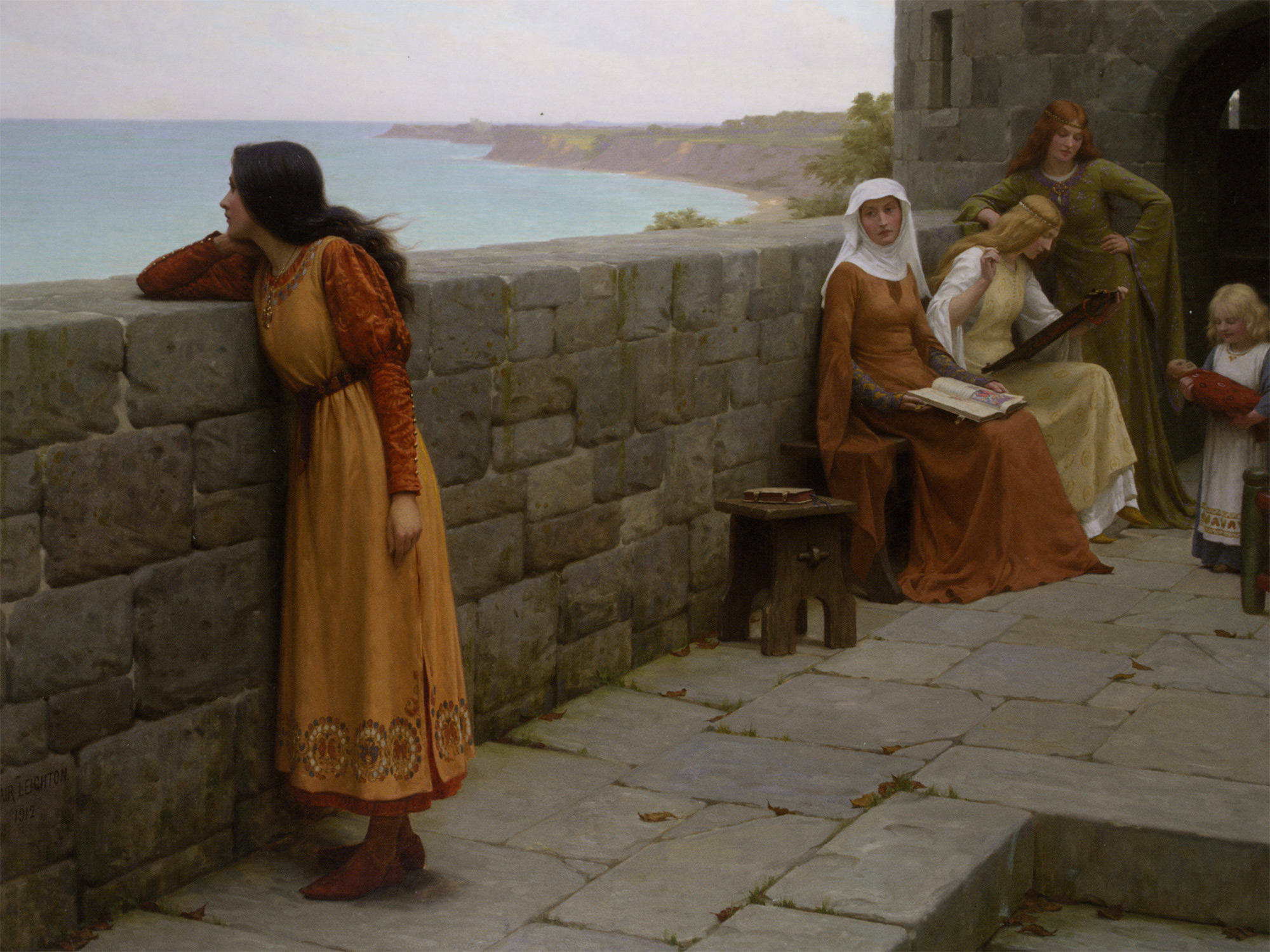
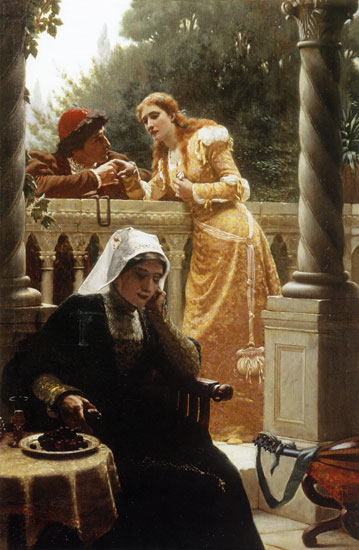
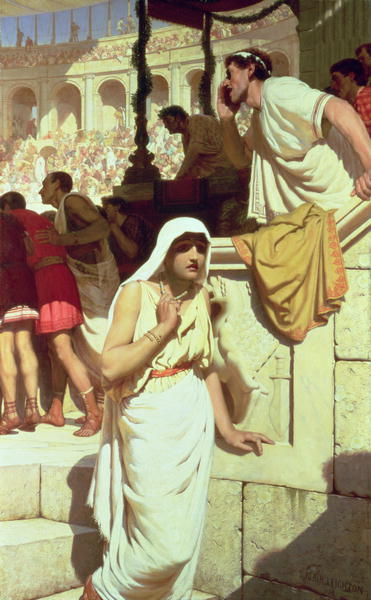
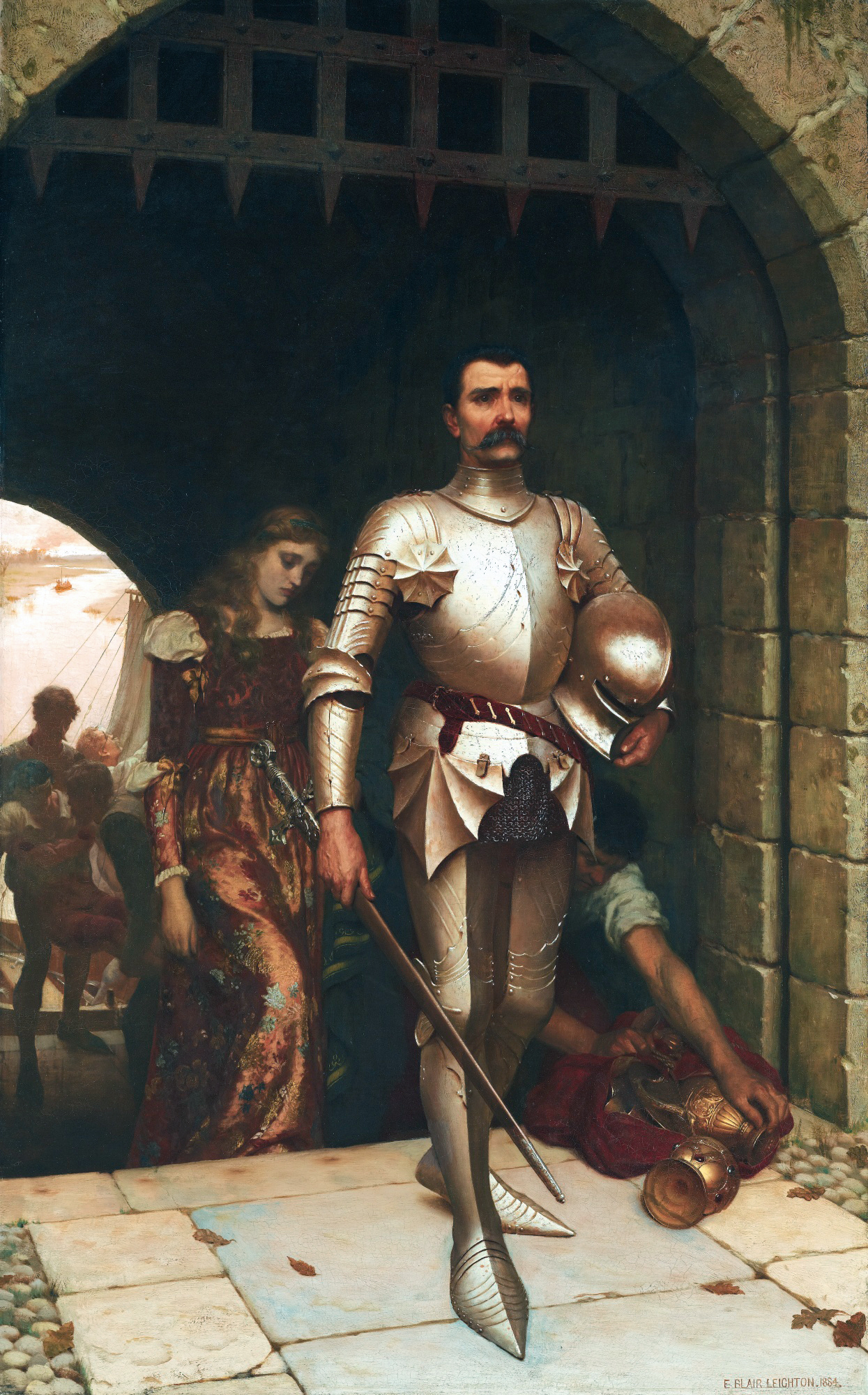
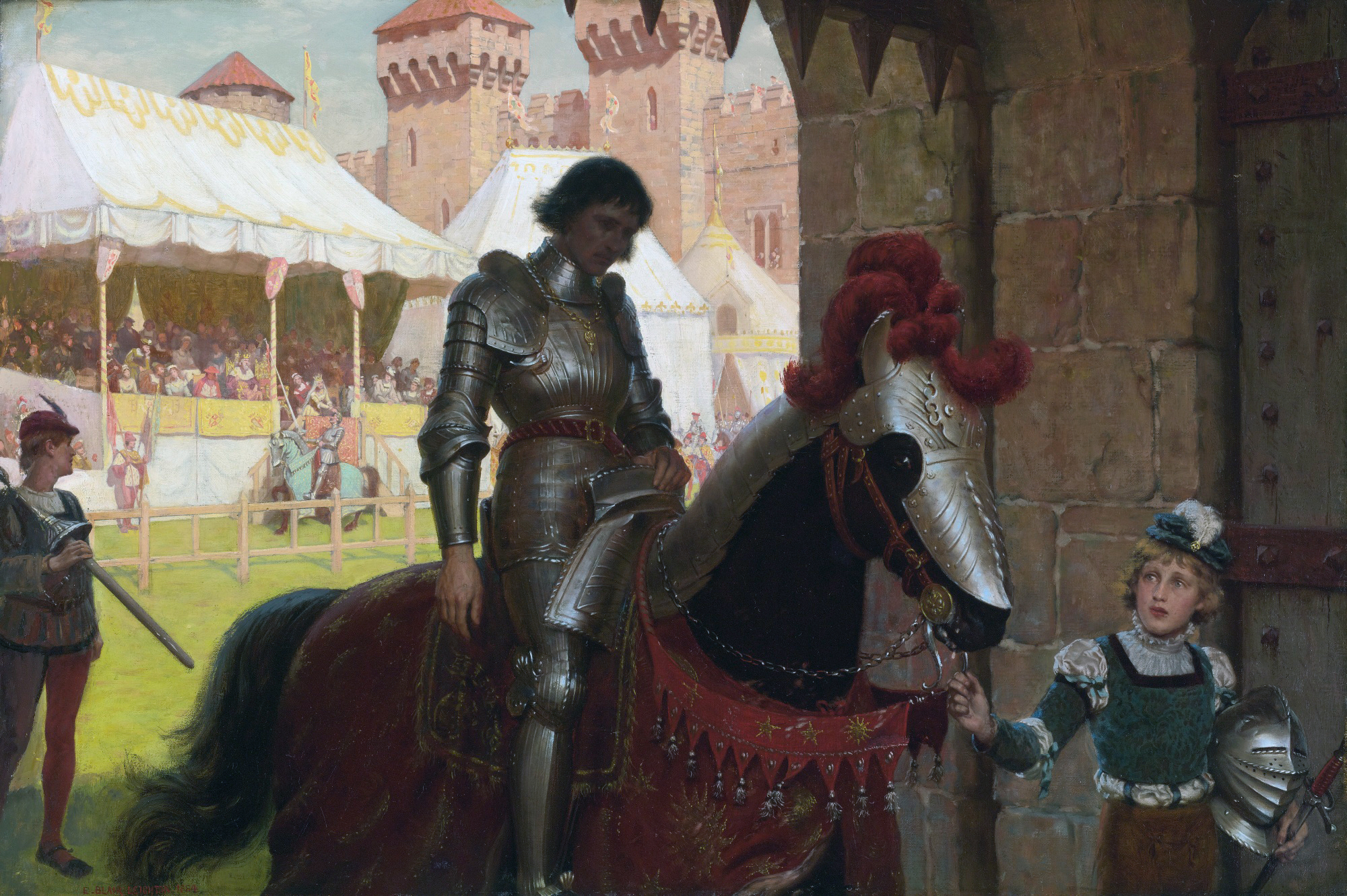
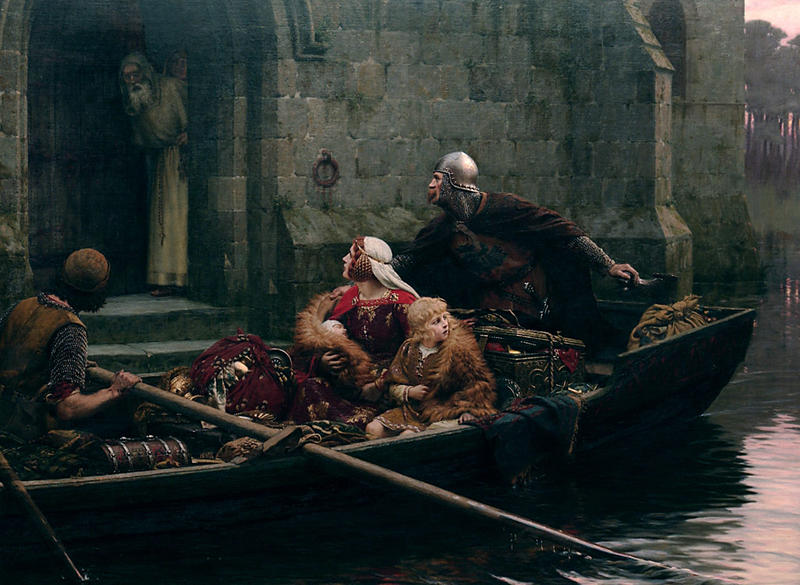
In tempo di pericolo (1897)
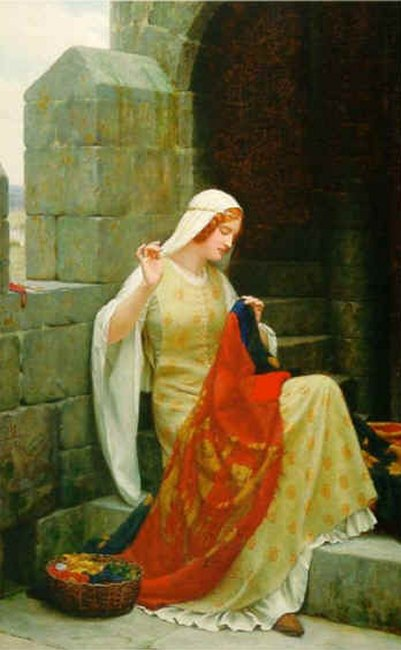
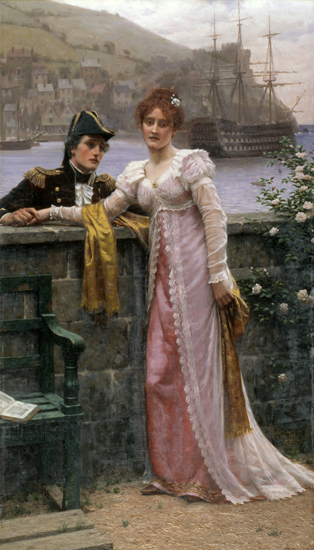
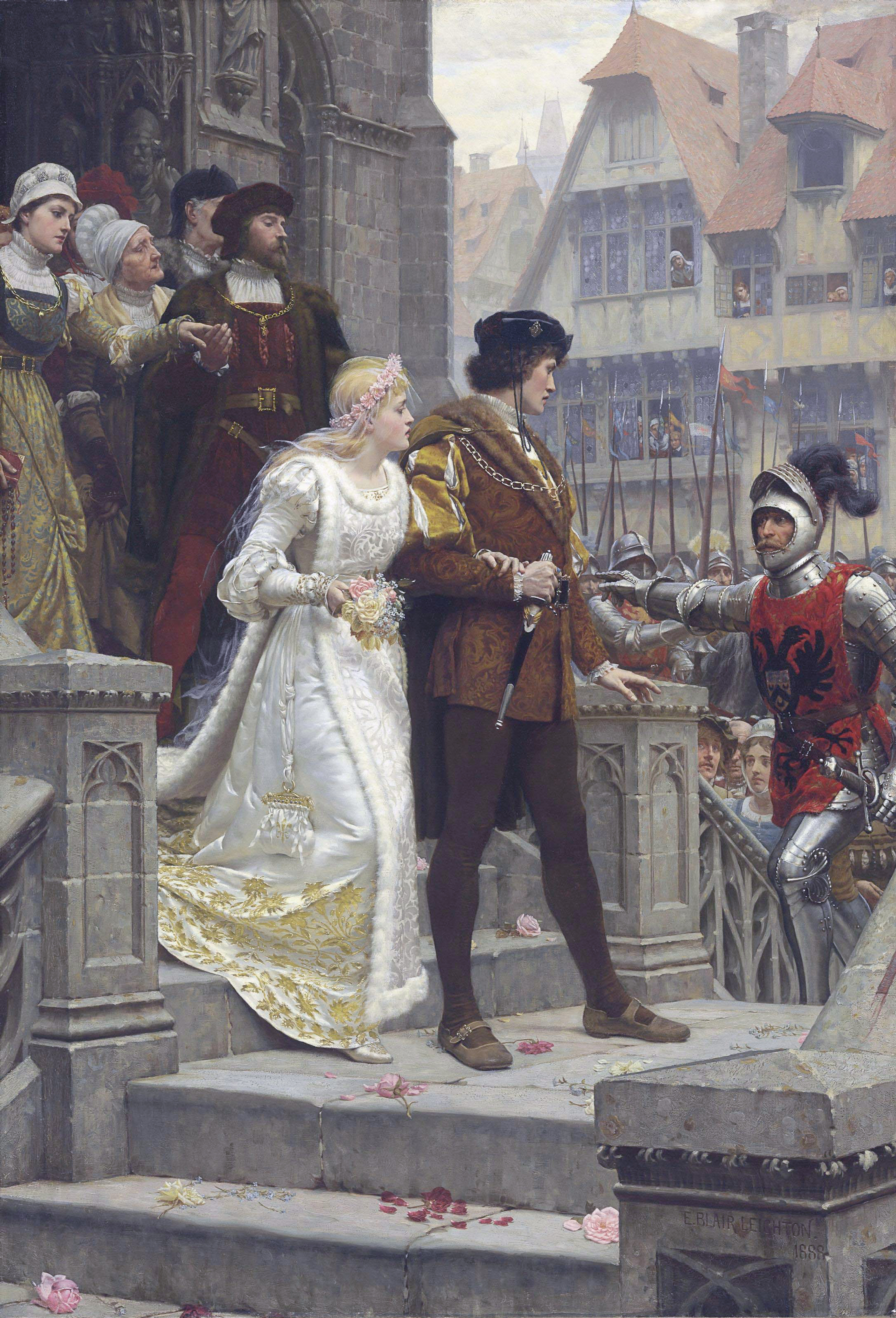
Chiamata alle armi (1888)